# Jean Chaduc
Georges Henri Chaduc dit Jean Chaduc, né le 2 septembre 1919 dans le 6ème arrondissement de Paris et mort le 18 février 1987 à Saint-Alban (Haute-Garonne), est un acteur français.

## Filmographie
- 1939 : Les Compagnons de Saint-Hubert, moyen métrage de Jean Georgesco[3] : le vendeur de cravates
- 1941 : Madame Sans-Gêne de Roger Richebé : non crédité
- 1942 : Pontcarral, colonel d'Empire de Jean Delannoy : Frédéric Chopin[4]
- 1943 : Le Comte de Monte-Cristo, film en 2 époques de Robert Vernay : Albert de Morcerf
- 1943 : La Malibran de Sacha Guitry : Victor Hugo
- 1945 : Paméla, de Pierre de Hérain : Napoléon Bonaparte
- 1946 : Vive la liberté de Jeff Musso
- 1951 : Deux sous de violettes de Jean Anouilh : non crédité
- 1952 : La Minute de vérité de Jean Delannoy

## Théâtre
- 1935 : Les Plaideurs, comédie en 3 actes de Jean Racine, mise en scène de Claude-Émile Roosen, au théâtre Michel (19 décembre) : Léandre[5]
- 1938 : Frénésie, pièce en 3 actes de Charles de Peyret-Chappuis, mise en scène de Charles de Rochefort, au Théâtre Charles de Rochefort (3 février) : Marcel[6]. Reprise le 23 septembre suivant.
- 1939 : J'ai dix-sept ans, pièce en 4 actes de Paul Vandenberghe, mise en scène de Guy Rapp, au théâtre Georges VI (8 décembre) : Bob d'Harcourt[7]
- 1940 : Le Bien-Aimé, comédie en 6 actes de Sacha Guitry, mise en scène de l'auteur, au théâtre de la Madeleine (30 octobre) : Fragonard[8]
- 1941 : Les Caprices de Marianne, comédie en 2 actes d'Alfred de Musset, au théâtre Graslin de Nantes (18 février) : Cœlio[9]
- 1941 : L'Avare, comédie en 5 actes de Molière, au théâtre d'Angoulême (7 mai) : Cléante[10]
- 1941 : Mon royaume est sur la Terre, pièce en 2 actes et 5 tableaux de Jean-François Noël, mise en scène de Raymond Rouleau; au théâtre Hébertot (décembre) : le comte de La Marche[11]
- 1942 : Jeunesse, pièce en 3 actes de Paul Nivoix, mise en scène de Constant Rémy, au théâtre Édouard VII (28 mars) : Maurice Fichel[12]
- 1942 : Le Diable au cœur, pièce en 3 actes et 4 tableaux de Pierre-Aristide Bréal et Marcel Oger, mise en scène de Marcel Oger, au théâtre des Noctambules (18 juin) : Sterne[13]
- 1942 : Une jeune fille savait, comédie en 3 actes et 4 tableaux d'André Haguet, au théâtre des Bouffes-Parisiens (septembre) puis en tournée : Coco
- 1943 : Nuit blanche, comédie en 3 actes et 4 tableaux de Jean Vallée, mise en scène de Jacques Baumer, au théâtre Michel (5 mars) : Jacques Chabert[14]
- 1943 : Le Bonhomme Jadis, comédie en un acte d'Henry Murger, à la Gaîté-Lyrique (5 novembre)
- 1943 : Les Trachiniennes, tragédie en un prologue et 5 épisodes de Sophocle, traduction libre d'Auguste Dupouy, suivie de Glycère la Tondue, comédie en 5 actes de Ménandre, version scénique de Léon Guillot de Saix d'après la traduction de Georges Mangeot, mise en scène de Jean Hervé, au théâtre de l'Odéon (28 octobre)[15]
- 1944 : Le Barbier de Séville, comédie en 4 actes de Beaumarchais, mise en scène de Camille Corney, au Grand-Théâtre de Bordeaux (14 janvier)
- 1944 : Monsieur de Pourceaugnac, comédie en 3 actes de Molière, mise en scène de René Rocher, musique d'Henri Casadesus d'après Lulli, au théâtre de l'Odéon (23 mars) : Éraste[16]
- 1945 : Les Mal-aimés, pièce en 3 actes de François Mauriac, mise en scène de Jean-Louis Barrault, à la Comédie-Française (28 février) puis en tournée, à partir du 20 septembre, en France, Suisse, Espagne, Belgique et au Portugal[17].
- 1947 : L'Immaculée, pièce en 4 actes de Philippe Hériat, mise en scène de Claude Sainval, à la Comédie des Champs-Élysées (27 mars) : Maxime[18]. Reprise le 9 septembre suivant.
- 1948 : L'Immaculée, pièce en 4 actes de Philippe Hériat, mise en scène de Claude Sainval, au Théâtre des Célestins
- 1949 : L'Immaculée, pièce en 4 actes de Philippe Hériat, à l'Opéra d'Alger (13 février)
- 1949 : L'Immaculée, pièce en 4 actes de Philippe Hériat, au théâtre de Paris (4 mars) : Maxime[19]. Reprise le 5 avril suivant au théâtre de l'Ambigu.
- 1949 : Le Rose et le Vert, comédie gaie en 3 actes de René Fauchois, au théâtre municipal d'Évian (10 septembre)[20], puis au théâtre Daunou (30 septembre)[21].
- 1952 : L'Avare, comédie en 5 actes de Molière, mise en scène de Denis d'Inès, au Grand-Théâtre de Nancy (19 mars)[22]